# AS-Interface

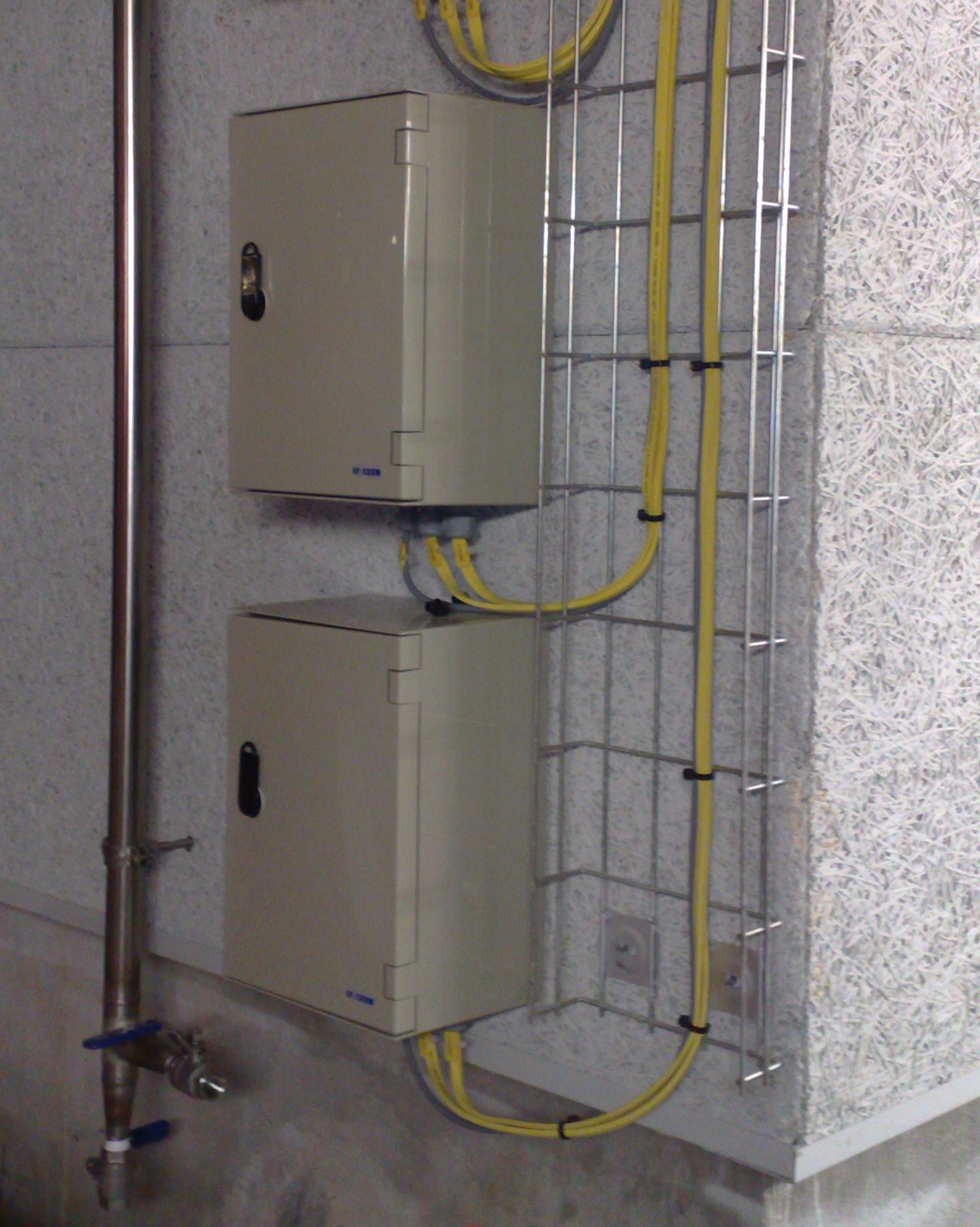
Szafki z urządzeniami i żółte kable standardu AS-i.

AS-Interface (Actuator Sensor Interface, AS-i) – otwarty standard sieci przemysłowej stosowany w automatyce przemysłowej. 
Sieć AS-i została zaprojektowana do częstego pobierania danych z wielu binarnych czujników oraz sterowania wieloma binarnymi urządzeniami wykonawczymi i wymiany tych danych ze sterownikami lub aplikacjami procesowymi. Urządzenia są połączone za pomocą jednego 2-żyłowego kabla, który tymi samymi żyłami zasila urządzenia jak i przenosi sygnały. 
Specyfikacja AS-i jest zarządzana przez AS-International, międzynarodową organizację znajdującą się w Gelnhausen, w Niemczech.

## Podstawowe cechy standardu
- Protokół sieci: master/slave z jednym masterem i 31/62 slave
- Typ dialogu: cykliczne odpytywanie przez mastera
- Czas cyklu odświeżania: 5 ms dla 31 urządzeń
- Liczba punktów przyłączeniowych: 31 lub 62, po 4 wejścia i 4 lub 3 wyjścia binarne na punkt
- Maksymalna długość magistrali: 100 m, z regeneratorem sygnału 300 m
- Charakterystyka zasilania i sygnału: zasilanie 30 V symetryczne odizolowane masy i innych urządzeń, wspólny kabel do zasilania i transmisji danych
- Przesyłane dane do/z urządzenia podległego: status - 4 bity, polecenie - 4  bity, parametry - 4 bity

## Historia
AS-Interface został opracowany na przełomie 80 i 90 lat XX w. przez grupę 11 firm znanych głównie z oferty przemysłowych bezdotykowych urządzeń sensorycznych takich jak czujniki indukcyjne, czujników fotoelektryczne, czujniki pojemnościowe i czujniki ultradźwiękowe. Gdy rozwój został zakończony konsorcjum zostało rozwiązane a założono organizację członkowską  AS-International zarządzającą standardem. Pierwszy system AS-Interface został pokazany na targach w Hanowerze w 1994.
Oryginalna specyfikacja (1994, wersja 2.04)
W swojej pierwotnej formie sieć była w stanie obsłużyć do 31 urządzeń wejścia/wyjścia, a każde urządzenie mogło posiadać do 4 bitowych wejść i 4 bitowych wyjść, co w sumie umożliwiało umieszczenie w sieci do 124 wejść i 124 wyjść binarnych. Czas aktualizacji pojedynczego węzła to około 150 mikrosekund, co przy maksymalnej liczbie węzłów daje czas aktualizacji maksymalnie 5 ms. Ważne funkcje takie jak automatyczne proste zastąpienie węzła były już częścią systemu.
Rozszerzenie (1998, wersja 2.11)
Wprowadzono możliwości tworzenia analogowych wejść/wyjść, zwiększono liczbę możliwych binarnych urządzeń wejścia/wyjścia do 62. Diagnostyka urządzeń została poprawiona poprzez możliwość sygnalizowania masterowi uszkodzenia urządzenia. W celu zachowania pełnej kompatybilności w przód i w tył, rozmiar ramek danych wymienianych między zarządcą sieci a węzłami podległymi nie został zwiększony. Zamiast tego, jeden z czterech bitów wyjściowych został wykorzystany, aby wybrać pomiędzy węzłami A i B. W wyniku czego każde urządzenie może obsłużyć tylko do 3 wyjść, ale w sieci może być do 62 urządzeń podległych, co ogranicza sieć do 248 wejść i 186 wyjść. Maksymalny czas aktualizacji w pełni obsadzonej sieci wzrósł do 10 ms.
Dodatkowe możliwości (2005/2007, wersja 3.0)
Rozwinięto możliwości sieci poprzez zdefiniowanie nowego komunikatu wprowadzając profile danych binarnych i analogowych oraz wprowadzono szeregową transmisję danych profilu. Oto niepełna lista nowych możliwości:
- węzły I/O binarne wspierające adresowanie A/B z 4 wejściami i 4 wyjściami,
- węzły I/O binarne wspierające adresowanie A/B z 8 wejściami i 8 wyjściami,
- konfigurowalny (8, 12 lub 16 bitowy) szybki kanał analogowy.

## Podstawy działania
Każda sieć AS-i wymaga czterech podstawowych elementów:
- zarządcy (master) - w sieci musi znajdować się dokładnie jeden zarządca sieci, w większości przypadków pełni rolę bramy na wyższy poziom sieci przemysłowej lub jest wejściem do programowalnego sterownika logicznego
- zasilacza - dokładnie jeden specjalny zasilacz służący do zasilania elementów sieci umożliwiający komunikację po linii zasilającej
- węzłów podległych (slave) - wiele urządzeń wejścia i wyjść
- okablowania - kabel zapewniający podłączenie urządzenia poprzez zaciśnięcia na nim złączki urządzenia.

### Zarządca
Zarządca sieci (master) pełni rolę bramy (gateway) do sieci wyższego poziomu np. Ethernet, Modbus, Profibus, Interbus albo jest elementem programowalnego sterownika logicznego i wówczas nazywany jest skanerem (scanner). Zarządca skanuje podległą mu sieć AS-i i przesyła informacje z sieci nadrzędnej lub sterownika do podległych mu urządzeń wyjściowych oraz pobiera informacje z urządzeń wejściowych i przekazuje do sieci nadrzędnej.

### Zasilacz
Zasilacz dostarcza napięcia 30 V do zasilania węzłów sieci. Wyjście zasilacza ma odpowiednio dobraną indukcyjność wyjściową co ma umożliwić uzyskanie odpowiedniego przebiegu napięcia w sieci gdy urządzenie nadaje sygnał w sieci.

### Urządzenia podległe
Moduł podległy (slave) zapewnia współpracę sieci AS-i z czujnikami i elementami wykonawczymi modułu lub do niego dołączonych. Moduł składa się z część odpowiedzialnej za współpracę z siecią oraz z części wykonawczej. W sieci AS-i każdy moduł musi mieć unikatowy adres. Adres jest liczbą w zakresie 0 do 31, przy czym adres 0 nie może być używany, jest zarezerwowany dla automatycznego zastąpienia węzła. W specyfikacji 2.11 poszerzono przestrzeń adresową wprowadzając grupy adresów A i B. Moduły mają adresy: 1A do 31A i 1B do 31B.
Urządzenia dzieli się na:
- Te, które można bezpośrednio podłączyć do sieci AS-i, zwane inteligentnymi. Wpina się je bezpośrednio w kabel lub poprzez pasywne trójniki lub splitery.
- Takie, które wymagają przetworzenia sygnału na dane magistrali AS-i, zwane standardowymi lub nieinteligentnymi. Podłączenie do sieci wymaga inteligentnego rozdzielacza.
- Inteligentne rozdzielacze (intelligent splitter box) - urządzenia umożliwiające podłączanie standardowych urządzeń do sieci AS-i. Obok możliwości podłączanie urządzeń standardowych może zawierać zawory jak i standardowe czujniki.
- Pasywne rozdzielacze i złączki (passive T-connector) - rozdzielenie kabla lub wykonanie podłączanie do kabla.

### Urządzenia bezpieczeństwa
W systemie stosowane są urządzenia do nadzorowania stanu linii AS-i wykrywające niepoprawne napięcie linii, błędy transmisji niepoprawne odpowiedzi linii, sygnalizację błędu przez urządzenia. Do urządzeń tych podłącza się też przyciski stopu awaryjnego.

### Okablowanie
Wszystkie urządzenia łączone poprzez wpięcie do wspólnego kabla. Urządzenia podległe przyłącza się do kabla poprzez zaciśnięcie ich na nim co powoduje nakłucie kabla i wpięcie się do jego przewodów. System zapewnia dużą szczelność takiego połączenia. Specyfikacja obejmuje oznaczenia kabli:
- żółty - kabel AS-i, przenoszący zasilanie i sygnały
- czarny - dodatkowe kable zasilające o napięciu 24 V lub 30 V, do urządzeń wymagających dodatkowego zasilani
- czerwony - dodatkowy kabel zasilający o napięciu większym niż panujące w sieci AS-i, zazwyczaj 240 V.

Kabel sieci może mieć długość do 100 m, a stosując regenerator sygnałów i zasilacz do każdego segmentu sieci do 300 m.

## Funkcjonowanie sieci

### Transmisja danych
Warstwa 1: fizyczna
Transmisja odbywa się w paśmie podstawowym (bez modulacji) poprzez obciążanie linii przez nadajnik. Gdy linia nie przenosi sygnałów panuje na niej napięcie 30 V. Nadajnik obciąża linię prądem o natężeniu do 60 mA. Indukcyjność zasilacza ogranicza szybkość zmian natężenia prądu co skutkuje wygenerowaniem impulsu spadku napięcia na linii. Napięcie na linii powraca do 30 V zanim nadajnik przestanie ją obciążać. Gdy nadajnik przestaje obciążać linię indukcyjność zasilacza generuje na linii impuls wzrostu napięcia. Składowa zmienna napięcia na linii odpowiada modulacji typu Alternating Pulse Modulation (APM) o amplitudzie sygnału 2 V. Odbiorniki urządzeń podłączonych do linii analizują składową zmienną napięcia linii i na jego podstawie uzyskują przebieg nadawanego sygnału. Czas nadawania bitu informacji wynosi 6 µs.
Informacja kodowana jest w odmianie kodu Manczester, w którym nadawanie jedynki bitowej jest kodowane ustawieniem niskiego stanu linii (0) na początku czasu nadawania bitu i zmieniane jest na wysoki (1) w środku czasu nadawania, zero binarne jest kodowane odwrotnie. System zapewnia przynajmniej jedną zmianę stanu linii na bit nadawanej informacji.
Warstwa 2: łącza danych
Urządzenia komunikują się wysyłając telegramy. Telegram wysyłany przez nadzorcę sieci (master) ma długość 14 bitów i zawiera: bit startu (równy 0), bit sterujący, adres odbiorcy (4 bity), bity informacyjne (5 bitów), bit parzystości i bit stopu (równy 1). Telegram modułu podległego składa się z 7 bitów i zawiera: bit startu, 4 bity informacyjne, bit parzystości i bit stopu.
Transmisja danych odbywa się w trybie master/slave. Po nadaniu telegramu następuje przerwa w nadawaniu. Na telegram odpowiada tylko wskazany moduł podrzędny. Jeżeli moduł odbiorczy jest zsynchronizowany, to odpowiada po czasie odpowiadającym transmisji 3 bitów, jeśli nie, to po czasie 5 bitów. Jeżeli master nie otrzyma odpowiedzi w czasie 10 bitów, to przechodzi do nadawania następnego telegramu. 
Warstwa 7: aplikacji
Do kontroli poprawności transmisji wykorzystuje się cechy kodu Manchester, APM, format ramki i bit parzystości, co łącznie zapewnia transmisję bez przekłamań.